# Lama (strumento)

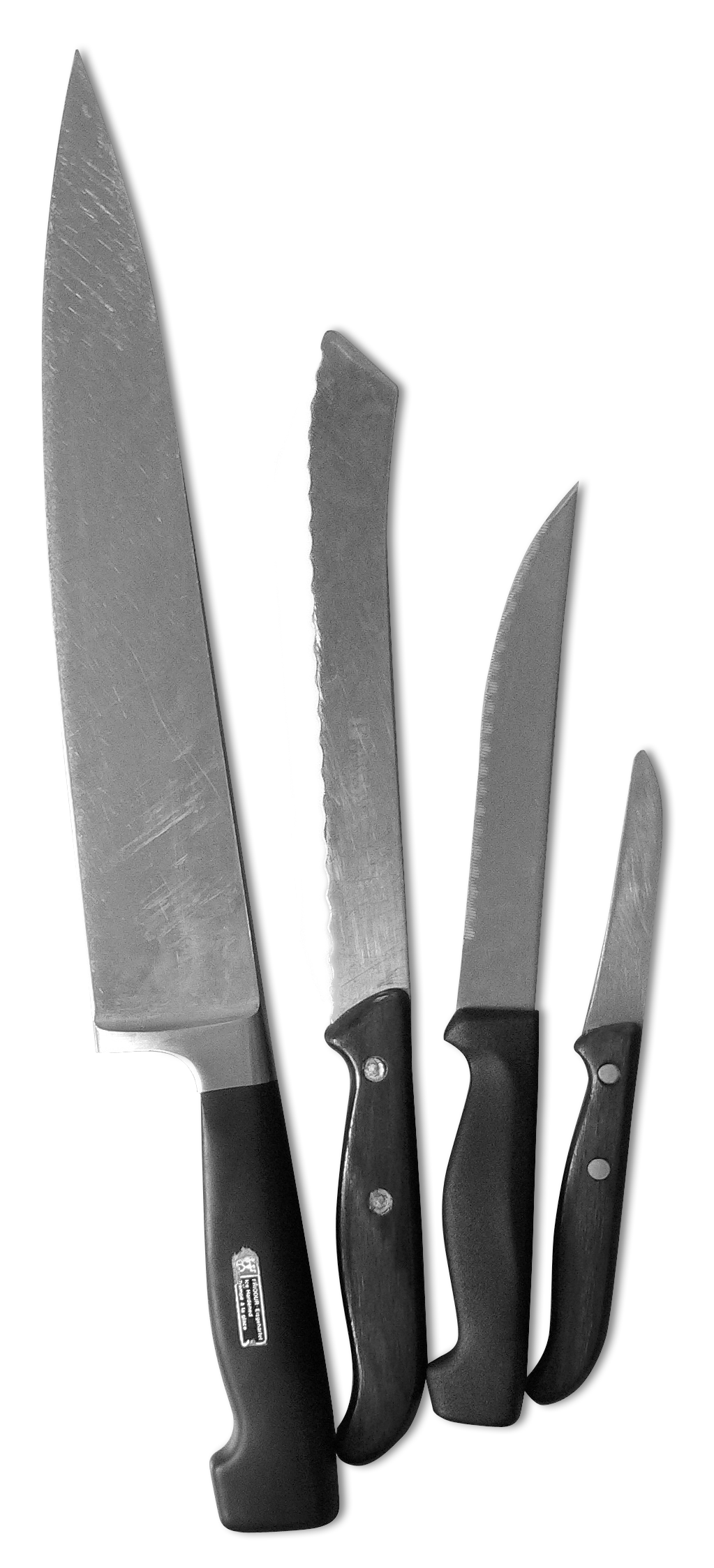
Alcune lame da cucina

Una lama è la parte di un attrezzo, un'arma o una macchina, con uno o entrambi i bordi affilati, progettata per perforare, tagliare, affettare o raschiare superfici o materiali. Le lame sono generalmente realizzate con materiali più duri di quelli su cui devono essere utilizzate. Le lame sono tra gli strumenti più antichi dell'umanità e continuano ad essere utilizzate per il combattimento, la preparazione del cibo e altri scopi.
Solitamente la lama è accompagnata da un manico, per assicurarne il controllo e il brandeggio. Una lama è in grado di recidere in virtù della ristretta superficie di applicazione: la capacità di taglio della lama è tanto più alta quanto più è ristretta la superficie a contatto con l'oggetto da dividere.

## Tipi
Le lame si dividono nelle diverse famiglie a seconda del loro uso:
- Lame affilate – sono lame che hanno un profilo liscio, ed eseguono un taglio tanto più simmetrico quanto più è decisa la mano di chi le manovra. Si trovano nei coltelli da carne e da salumi, nelle asce, nelle accette, nei coltellacci da vegetazione (machete, cesoie). A questa tipologia appartengono le lame delle armi bianche;
  - Lame di precisione – solitamente parte di strumenti chirurgici come il bisturi, o cosmetici come i rasoi, sono lame di estrema affilatura che richiedono una certa esperienza per essere maneggiate. Proprio la grande lavorazione che è richiesta per la produzione di questi oggetti va a scapito della loro resistenza: i rasoi, infatti, si deteriorano facilmente con l'uso, mentre i bisturi richiedono continue verifiche, solitamente eseguite nell'atto della sterilizzazione;
- Lame seghettate – sono lame dal profilo dentellato, utili per tagliare materiali molto duri. A seconda della distanza tra un dente e l'altro, tali lame possono essere impiegate per diversi scopi: i metalli si possono tagliare con lame dai denti stretti e fini, legno e plastica si possono incidere con lame dai denti distanziati. Si trovano in seghe planari e circolari, frullini, coltelli per il pane;
- Lame abrasive – impiegate per livellare, scanalare o perfezionare superfici scabre, si trovano in pialle e lime (per esempio, nella lavorazione del legno);
- Lame a spaccare – utilizzate per tagliare pelli, tessuti, carta, sughero, espansi, ed altri materiali, che richiedano una elevata precisione di taglio

## Deterioramento
Le lame si deteriorano con l'uso e l'abuso. Questo è particolarmente vero per le lame affilate e quelle realizzate con materiali poco tenaci. Il deterioramento dell'affilatura di solito si verifica a causa del contatto tra la lama e una sostanza dura come per esempio ceramica, pietra, osso, vetro o metallo.
Minore è l'angolo di affilatura della lama, più facilmente si deteriora. Poiché la lama vicino al bordo è più sottile, c'è poco materiale da rimuovere prima che il bordo venga consumato fino a una sezione più spessa. I bordi sottili possono anche piegarsi quando viene applicata una forza, formando una sezione simile alla parte inferiore della lettera "J". Per questo motivo, i rasoi a mano libera vengono frequentemente affilati per raddrizzare il bordo.
Fruire una lama su qualsiasi materiale tende ad abradere sia la lama, solitamente rendendola meno affilata, sia il materiale tagliato. Anche se meno dure del vetro o di molti tipi di pietra utilizzati in cucina, le lame d'acciaio possono comunque graffiare queste superfici. Il graffio risultante è pieno di particelle molto fini di vetro o pietra macinata, che possono abradere rapidamente il bordo della lama, rendendola inefficace.
Nei tempi in cui le spade erano regolarmente utilizzate in guerra, richiedevano un'affilatura frequente a causa del contatto con armature rigide, maglie, scudi con bordi metallici o altre spade che ne faceva perdere l'affilatura. In particolare, colpire accidentalmente il bordo di un'altra spada o in caso di emergenza poteva scheggiare il metallo e persino causare crepe nella lama. Le lame con anima morbida sono più resistenti alla frattura all'impatto.

## Affilatura
L'affilatura del profilo tagliente della lama può essere eseguito con diverse tecniche e nel caso di lame dentate si possono utilizzare stradature differenti.

## Armi bianche

### Spada
La lama della spada viene idealmente divisa, secondo il senso della sua lunghezza, in tre parti più o meno uguali in lunghezza: debole, medio e forte. Il debole è la parte più lontana dalla impugnatura, il forte quella più vicina e il medio quella situata fra i due. Durante l'uso, la spada ferisce con il debole, poiché dotato di maggiore velocità, e para con il forte, poiché maggiormente stabile e robusto.
I lati affilati della spada prendono il nome di filo dritto (o diritto) e filo falso (o rovescio). Il filo dritto è quel filo che guarda l'avversario ed è nella stessa direzione delle nocche di chi impugna la spada. Il filo falso è quello che rimane rivolto verso chi la impugna e nella direzione del pollice, all'attaccatura. In alcune spade il filo falso viene affilato solo per metà della lunghezza; altre presentano solo un lato affilato, e prendono in questo caso il nome di mezze spade. In generale, il filo dritto si utilizza per tagli diretti ed affondi, mentre il filo falso viene utilizzato per i colpi di rovescio. La distinzione tra diritto e rovescio non è sempre univoca: se in alcuni casi la forma dell'elsa o della lama stessa è tale da definire con chiarezza quale è il filo dritto, in altre spade a geometria simmetrica tale distinzione dipende semplicemente da come si impugna l'arma.
Spesso la lama della spada presenta sul lato piatto delle scanalature lungo la sua lunghezza. Queste servono per alleggerirne la struttura (e quindi aumentarne la flessibilità) e per facilitare l'estrazione della lama dopo un affondo di punta dal corpo dell'avversario diminuendo l'effetto "ventosa". Nei coltelli da combattimento moderni queste scanalature sono definite "scolasangue" o "scorrisangue". Inoltre, la spada può presentare una lama dritta o curva. La lama dritta termina solitamente con una punta più o meno stretta, ed è perciò adatta principalmente agli affondi e alle stoccate; la lama curva è più adatta ai colpi di taglio e rientra nei tipi chiamate sciabola o scimitarra, o in altri nomi a seconda del periodo storico e della provenienza geografica dell'arma.